# Dom Cavati (ort)
Dom Cavati är en ort i Brasilien.   Den ligger i kommunen Dom Cavati och delstaten Minas Gerais, i den sydöstra delen av landet, 700 km sydost om huvudstaden Brasília. Dom Cavati ligger 320 meter över havet och antalet invånare är 5 210.
Terrängen runt Dom Cavati är lite kuperad. Närmaste större samhälle är Inhapim, 19,5 km söder om Dom Cavati.
Omgivningarna runt Dom Cavati är huvudsakligen savann. Runt Dom Cavati är det ganska tätbefolkat, med 56 invånare per kvadratkilometer.